# 卢特拉基-派拉霍拉-圣塞奥佐里
卢特拉基-派拉霍拉-圣塞奥佐里（希臘語：Λουτράκι-Περαχώρα-Άγιοι Θεόδωροι）是希腊伯罗奔尼撒大区科林西亚专区的市镇，行政中心为卢特拉基镇。市镇面积为294.9平方公里，2021年人口数量为22,016人。
此市镇设立于2011年地方政府改革中，由原两个市镇合并而成，原市镇则成为新市镇的两个市区。最初时新市镇名字为卢特拉基-圣塞奥佐里，2014年1月时改为现名。